# Galurščina
Galurščina (galursko gadduresu) je italo-dalmatsko romansko  narečje, ki se govori v pokrajini Gallura v severovzhodnem delu Sardinije. Pogosto se šteje za južnokorziško narečje ali celo prehodni jezik med korziščino in sardinščino.
Galurska morfologija in besednjak sta zelo blizu južnokorziškemu, zlasti narečjih Sartene in Porto-Vecchia, medtem ko sta fonologija in sintaksa podobna sardinskima. Na tretjino galurskega besednjaka  so vplivali tudi logudorska sardinščina, katalonščina in španščina. 
Sasarščina, ki se govori v okolici Sassarija, ima podobne prehodne lastnosti med toskanskim, korziškim in sardinskim jezikom.